# Pjankowa (Kraj Permski)
Pjankowa (ros. Пьянкова) – wieś (dieriewnia) w Rosji, w Kraju Permskim, w rejonie osińskim. W 2010 liczyła 45 mieszkańców.